# Swainson-Tukan
Der Swainson-Tukan (Ramphastos swainsonii), der auch unter dem Namen Braunrückentukan bekannt ist, ist ein in Mittel- und Südamerika beheimateter Spechtvogel aus der Familie der Tukane. Er gehört der Gattung Ramphastos an und wurde erstmals 1833 von John Gould beschrieben. Seinen Namen verdankt er dem englischen Ornithologen William Swainson.

## Merkmale
Der Swainson-Tukan kann bis zu 56 Zentimeter groß werden. Die Weibchen der Art sind etwas kleiner, sie erreichen eine Länge von etwa 52 Zentimeter. Mit einem Gewicht von 580 Gramm sind die Weibchen auch entsprechend leichter als die Männchen, die etwa 750 Gramm schwer werden.
Das Gefieder der Vögel, das dem des Fischertukans ähnelt, ist größtenteils schwarz; markant ist der von der Brust bis zu den Augen reichende gelbe Fleck, der an der Brust von einem roten Streifen umschlossen wird. Die schwarzen Augen sind grün umrandet. Die Beine des Tiers sind blau. Der Schnabel, der 15 bis 20 Zentimeter lang wird, ist zweifarbig: Der Oberschnabel hat einen gelben Streifen, der von der Stirn beginnend breiter wird, darunter ist er wie auch der Unterschnabel kastanienbraun.

## Verbreitung und Lebensraum
Das Verbreitungsgebiet des Swainson-Tukans reicht von Honduras bis nach Venezuela, Kolumbien und Ecuador. Die Tiere sind in dichten Wäldern zu finden. Nach Angaben der IUCN ist der Bestand derzeit nicht gefährdet.

## Verhalten und Fortpflanzung
Wie andere Tukane auch brütet der Swainson-Tukan in Baumhöhlen, die für gewöhnlich zuvor von Spechten ausgehöhlt wurden. Die zwei bis vier Eier werden etwa 18 Tage bebrütet, mit 9 Wochen beginnen die Jungvögel, sich selbst zu ernähren. Swainson-Tukane können deutlich über 20 Jahre alt werden.
Swainson-Tukane treten in kleinen Gruppen auf. Die Nahrung der Tiere besteht aus Früchten, aber auch aus kleineren Reptilien, Amphibien und Insekten.